# Pentzia incana
Pentzia incana là một loài thực vật có hoa trong họ Cúc. Loài này được (Thunb.) Kuntze mô tả khoa học đầu tiên năm 1898.